# Distretto di Vilcabamba (Cusco)
Il distretto di Vilcabamba è uno degli undici distretti della  provincia di La Convención, in Perù. Si trova nella regione di Cusco.